# متحف الغيظة (المهرة)
المتحف الوطني ببيحان ، في محافظة المهرة افتتح في 1987 م .

## أقسام المتحف
يضم بعض آثار العصور الحجرية والآثار القديمة إلى جانب تراث المنطقة، ووسائل الصيد البحري التقليدية.